# 萨米特 (南达科他州)
萨米特（英語：Summit），是美国南达科他州下属的一座城市。根据2010年美国人口普查，该市有人口292人。论人口在本州排行第155。